# حزب إسرائيل بيتنا
 إسرائيل بيتنا (عبرية: ישראל ביתנו) حزب إسرائيلي يميني قومي من تأسيس وقيادة أفغدور ليبرمان منذ مطلع العام 1999. ينصب اهتمام هذا الحزب بقضايا المهاجرين من جمهوريات الاتحاد السوفييتي السابق ولذلك يتركز جمهوره في هؤلاء.
يحمل مؤسس هذا الحزب أفكارا يمينية متطرفة ويحمل آراءً معادية للعرب الفلسطينيين داخل إسرائيل ومن ابرزها دعوته المستمرة إلى تنفيذ ترحيل (ترانسفير) للعرب.

## الأسس التي يقوم عليها الحزب
ومن أهم الأُسس المعلنة التي ينادي بها هذا الحزب:
- سعي الحزب الدؤوب إلى تقوية العامل المشترك بين مواطني الدولة على اساس الاحترام المتبادل ومنح الحقوق للمستحقين.
- ويعمل في المجال الاجتماعي على دعم الشرائح الفقيرة وتوفير المساكن للأزواج الشابة ودعم مشاريع التطوير والتمكين في الأحياء الفقيرة وفي مدن التطوير.
- ويدعو إلى منح الإسرائيليين المقيمين خارج إسرائيل حق الاقتراع وهم في الخارج.
- ويُنادي الحزب لتعميق فصل السلطات.
- وأيضاً يُطالب بإعلان دستور للدولة كما هو متفق عليه بين شرائح الشعب.
- ويسعى إلى إقامة مجلس للأمن القومي لوضع الخطط اللازمة لكيفية ضمان أمن إسرائيل في مواجهة اعدائها المحيطين بها (وفق تعبيرات الحزب)).

تقوم أساسات عمل هذا الحزب على «إعطاء الأمن للمواطن الإسرائيلي», ومن أجل ذلك فهي تدعم استعمال القوة ضد حركات المقاومة الفلسطينية وسياسة العروبة، وبالتشديد على تطبيق القانون ومحاربة العنف. يشدد هذا الحزب على ضرورة الحصول على إخلاص كل المواطنين للدولة ولطبيعتها اليهودية الصهيونية، وبالذات من المواطنين العرب، وان يحصل هؤلاء بالمقابل على ضمانات وتعويضات من الدولة لإخلاصهم لها.
كان لهذا الحزب دور كبير في اتهام الاحزاب العربية في الكنيست وممثليها بعدم اخلاصهم للدولة، الأمر الذي عدى إلى محاولات عديدة - فاشلة - كان آخرها في انتخابات الكنيست عام 2009, لإقصائهم من الاشتراك بها.

## تمثيله النيابي والوزاري
حصل في انتخابات الكنيست الـ 15 على أربعة مقاعد في الكنيست. وتبين بعد الانتخابات المذكورة ان هذا الحزب مركب في أساسه من قائمتين اثنتين وهما: (إسرائيل بيتنا) ويمثلها عضوا الكنيست افيغدور ليبرمان واليعيزر كوهين؛ والقائمة الثانية ويطلق عليها اسم (علياه) ويمثلها عضوا الكنيست يوري شطيرن وميخائيل نودلمان.
ودخل الحزب بمجمله عشية الانتخابات المذكورة في صراع حول كسب الناخبين من المهاجرين الروس مع حزب (يسرائيل بعلياه)الذي يقوده ناتان شيرانسكي. قبل انتخابات 2003 انفصل الحزب من حزب يسرائيل بعلياه، وخاض الانتخابات في كتلة يمينية (ايحود ليئومي) (الاتحاد القومي)، حصلت على سبعة مقاعد في الكنيست، وممثلة في حكومة شارون بأفيغدور ليبرمان كوزير للإسكان، ولكن ليبرمان قدم استقالته في ربيع 2004. كما دخل في الائتلاف الحكومي الذي شكله ايهود اولمرت في عام 2006، وعُين وزيرا للشؤون الاستراتيجية، إلا أنه استقال بعد ذلك.

## اعضائه
من أهم اعضائه أناستاسيا ميخائيلي.
فاز الحزب في الانتخابات الإسرائيلية النيابية (انتخابات الكنيسيت) ب 6 مقاعد (من أصل 120)
6 وزراء في الحكومة بقيادة أفيجدور ليبرمان
وزارات الحزب هي: وزارة الخارجية (افغدور ليبرمان) وزارة السياحة وزارة الأمن الداخلي ووزارة البنية التحتية ووزارة الاندماج
ووزير الحرب " أفيجدور ليبرمان "

## موقع الحزب
- http://beytenu.org.il/